# فين ويتروك
بيتر «فين» ويتروك الابن (بالإنجليزية: Finn Wittrock)‏ (مواليد 28 أكتوبر 1984) ممثل وكاتب سيناريو أمريكي.

## روابط خارجية
- فين ويتروك على موقع IMDb (الإنجليزية)
- فين ويتروك على موقع روتن توميتوز (الإنجليزية)
- فين ويتروك على موقع ألو سيني (الفرنسية)
- فين ويتروك على موقع أول موفي (الإنجليزية)
- فين ويتروك على موقع قاعدة بيانات برودواي على الإنترنت (الإنجليزية)
- فين ويتروك على موقع قاعدة بيانات الأفلام السويدية (السويدية)
- فين ويتروك على موقع قاعدة بيانات الفيلم (الإنجليزية)
- فين ويتروك على موقع كينوبويسك (الروسية)